# Eugène Verdyen

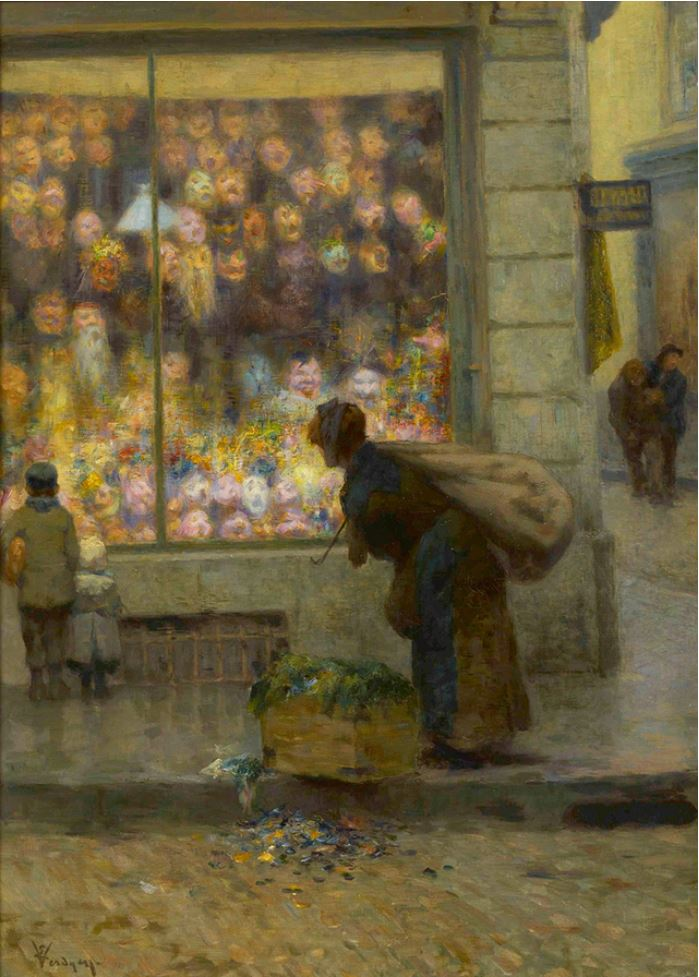
De maskerwinkel, 1876

Eugène Émile Verdyen (Luik, 29 augustus 1836 - Sint-Joost-ten-Node, 17 juni 1903) was een Belgisch kunstschilder, aquarellist en tekenaar.

## Leven
Verdyen, zoon van een Luikse legerofficier, kreeg zijn opleiding voornamelijk in Brussel, waar hij het grootste deel van zijn leven zou wonen. Als een van de eersten volgde hij het vrije atelier van Jean Portaels. Daarna studeerde hij aan de Academie van Antwerpen onder Jacob Jacobs en aan de Kunstacademie Brussel. Zijn evolutie als kunstenaar leidde hem weg van het neoklassieke academisme. Hij ondernam reizen naar Italië, Algerije en Turkije (1874) en Oostenrijk. In 1883 trouwde hij met zijn model Anaïs Lemaire. Waarschijnlijk uit geldnood werd hij vanaf 1891 tekenleraar aan de Academie van Brussel. In Sint-Joost was hij gemeenteraadslid voor de liberale partij.
Als schilder hanteerde Verdyen diverse stijlen en technieken. Hij schilderde interieurscènes, vaak met vrouwenfiguren, portretten, stillevens en landschappen. Hoewel nauw verbonden met de realisten van de Société Libre des Beaux-Arts, was hij geen officieel lid. Hij wordt gerekend tot de voorlopers van het impressionisme en luminisme. Klaarblijkelijk deed hij weinig moeite om te verkopen en was hij zelden aanwezig op tentoonstellingen, maar niettemin was hij goed geïntegreerd in kunstenaarskringen. Hij was lid van de Cercle des Aquarellistes et des Aquafortistes Belges en nam deel aan de Colonie d'Anseremme. 
Het jaar na zijn dood bracht La Libre Esthétique een eerbetoon aan Verdyen, maar daarna raakte hij snel in de vergetelheid. Zijn werk is voor een groot deel in handen van de Privaatstichting Vrienden van Eugène Verdyen. Onder de publieke collecties die werk van hem bezitten, zijn het Charliermuseum, het Camille Lemonniermuseum, de Koninklijke Musea voor Schone Kunsten van België in Brussel, het Beaux-Arts Mons en La Boverie in Luik.